# Stoned Jesus
Stoned Jesus — український музичний гурт, заснований Ігорем Сидоренком у 2009 році. Відтоді гурт гастролював Україною, Росією та Європою, випустив чотири повноформатні альбоми та кілька міні-альбомів. Гурт проводив тривалу і скрупульозну експансію на великі та маленькі західні сцени. Загалом за спиною колективу вже 22 країни. Як наслідок — запрошення до США, Британії і врешті поява у переліку учасників одного із найбільших у світі рок-фестивалів Hellfest-2016 — успіх, досягти якого не вдавалося ще жодному українському виконавцеві. Stoned Jesus стали першим українським рок-гуртом, який побував на гастролях у Південній Америці. За 8 днів вони виступили у Чилі, Аргентині й Бразилії. 2018 року гурт підписався на відомий австрійський музичний лейбл Napalm Records.

## Історія
Перший демо-запис з'явився на початку 2009, коли Ігор (Krobak, Funeral of the Sun, Voida, Arlekin, MC Прожектор) вирішив спробувати свої сили у важчій музиці. З появою другого демо, «Occult/Black Woods» у кінці літа цього ж року, жанр проєкту остаточно сформувався — це був монолітний стонер-дум у найкращих традиціях Black Sabbath, Sleep, Electric Wizard. Назва проєкту віддає жартівливу данину існуючим думерським та стонерським кліше, але музика більш ніж серйозна. Восени 2009-го сформувався перший склад, який записав дебютний альбом «First Communion» на Київській студії «Happy Records Studio». Альбом вийшов 30 серпня 2010 року, він отримав загалом позитивні відгуки, а гурт отримав певну популярність в андеґраундному середовищі.
До «Stoned Jesus» приєднується давній друг Ігоря, Нік (бас-гітара) і разом з барабанщиком Микитою (раніше Uprising Fomalhaut, нині Ethereal Riffian) 18 жовтня 2009 року відбувається перший виступ колективу . Пізніше приєднується постійний барабанщик, Алекс (раніше Coala Pascal та Easymuffin Midnight Melodies Collective) і тріо бере участь в концертах у Києві, Харкові, Москві, Санкт-Петербурзі наприкінці 2009 - на початку 2010 років.
Листопад 2010 робить зміни до складу гурту. За заявою Ігоря в своєму блозі , Нік і Алекс залишають гурт через відсутність інтересу. До «Stoned Jesus» приєднуються колишні учасники «Forever Wasted» барабанщик Вадим і басист Сергій. На чолі з Ігорем тріо працює над новим матеріалом, який був записаний 30 січня 2011 року на «Bambrafone Records». Три з шести записаних треків вийшли 7 квітня 2011 року як «Stormy Monday» EP. Гастролюючи в серпні та вересні 2011 року в Україні та Росії, тріо записало матеріал для свого другого повноформатного альбому в Москві, на «Destroy the humanity studio» з додатковими записами, зробленими в Києві. Другого грудня 2011 року на своїй сторінці в Фейсбуці гурт розкриває назву та список пісень зі свого другого повноформатного альбому. Альбом має назву «Seven Thunders Roar», і складається з 5 композицій із загальним часом звучання майже 50 хвилин. Альбом вийшов на початку 2012 року.
2015 року за співпраці українських лейблів ІншаМузика та Moon Records, світ побачив третій повноформатний альбом гурту "The Harvest", який записали на київській студії Revet Sound під керівництвом Сергія Любинського.
7 серпня 2017 року ударника Віктора Кондратова змінив Дмитро Зінченко, який є теперішнім барабанником "Stoned Jesus" і також знаний як учасник харківських гуртів "Оркестр Че", "5R6", "Doomed City" та "Секунда кота".
У квітні 2018 року у програмі #@)₴?$0 гурт презентував нову пісню "Hands Resist Him", а вже у червні анонсував альбом "Pilgrims", який вийшов 7 вересня на лейблі Napalm Records. Робота над ним велася на студії Lipkyzvukozapys, а мастеринг виконала Metropolis Studios.
В 2019 році "Stoned Jesus" разом із гуртом Vovk розпочав тривалий тур присвячений десятиріччю гурту. Наприкінці року на лейблі Napalm Records вийшла збірка демо-записів гурту під назвою "From Outer Space", після чого було оголошено черговий тур по Австралії в першій половині 2020 року разом із Somali Yacht Club, пізніше планувалося розпочати запис нового альбому і видати його восени, але у зв'язку з пандемією COVID-19 гурт був змушений змінити плани і його діяльність фактично звелася до самостійної роботи Ігоря над новим матеріалом і переглядом старих записів. В червні 2020 року Napalm Records оголосив про перевидання дебютного альбому "First Communion" присвячене його десятиріччю.

## Музика
Перший альбом "джізасів" є виразно стонер-думовим, з характерним повільним і важким звуком часів ранніх Black Sabbath, проте не позбавлений індивідуальності. 
"Seven Thunders Roar" є значно збалансованішим і атмосфернішим зі значним впливом психоделіки та вільнішою структурою пісень, хоча за словами фронтмена, технічне виконання альбому вдалося не найкращим чином.
Третій альбом гурту, "The Harvest", є досить різноманітний як за формою, так і за змістом. Деякі пісні мають вплив прогресивного року і гранжу, а довжина їх варіюється від 3 до 14 хвилин. Це тільки підкреслює намагання якомога більше експериментувати у творчості, але позбавляє "The Harvest" цілісності попередніх альбомів.
Альбом "Pilgrims" певним чином є концептуальним і головною його ідеєю є втома музикантів від постійних турів та подорожей. Він доволі сильно відрізняється від попередніх робіт гурту і має дещо легше звучання, а також значні впливи інших жанрів, зокрема пост-хардкору та прогресивного року, а також елементи притаманні нойз-року.
Переважна більшість музичного матеріалу та текстів належить Ігорю Сидоренку, хоча у написанні деяких пісень (яскравий приклад - "Apathy" з альбому "Pilgrims") беруть участь і інші музиканти. Як стверджує сам фронтмен, основною його метою є написання гарних пісень, незалежно від жанру. Тому загалом для творчості гурту характерна експериментальність, хоча вона не завжди позитивно сприймається фанатами. 
Тож попри те, що творчість гурту зазвичай відносять до стонер-думу, вона є набагато різноманітнішою, а сам гурт постійно намагається вийти за межі жанру, зокрема просуваючи ідею прогресивного стонер-року.

## Дискографія

### First Communion (2010)

Обкладинка альбому First Communion (2010)

Обкладинка альбому Seven Thunders Roar (2012)

Вийшов 30 серпня 2010
| Номер               | Назва композиції    | Тривалість |
| ------------------- | ------------------- | ---------- |
| 01                  | Occult              | 10:00      |
| 02                  | Red wine            | 05:05      |
| 03                  | Black Woods         | 11:45      |
| 04                  | Falling Apart       | 13:25      |
| Загальна тривалість | Загальна тривалість | 40:15      |

Музиканти:
- Ігор Сидоренко (гітара, вокал)
- Микола Соляр (бас-гітара)
- Олександр Сірий (барабани)

### Seven Thunders Roar (2012)
Вийшов 21 березня 2012
| Номер               | Назва композиції        | Тривалість |
| ------------------- | ----------------------- | ---------- |
| 01                  | Bright Like The Morning | 07:47      |
| 02                  | Electric Mistress       | 09:21      |
| 03                  | Indian                  | 04:59      |
| 04                  | I'm The Mountain        | 16:01      |
| 05                  | Stormy Monday           | 08:42      |
| Загальна тривалість | Загальна тривалість     | 46:50      |

Музиканти:
- Ігор Сидоренко (гітара, вокал, семпли)
- Сергій Слюсар (бас-гітара)
- Вадим Матійко (барабани)

### The Harvest (2015)
Вийшов 24 лютого 2015
| Номер               | Назва композицї      | Тривалість |
| ------------------- | -------------------- | ---------- |
| 01                  | Here come the Robots | 03:17      |
| 02                  | Wound                | 03:14      |
| 03                  | Rituals of the Sun   | 07:01      |
| 04                  | YFS                  | 05:10      |
| 05                  | Silkworm Confessions | 09:07      |
| 06                  | Black Church         | 14:45      |
| Загальна тривалість | Загальна тривалість  | 42:34      |

Музиканти:

Обкладинка альбому The Harvest (2015)

- Ігор Сидоренко (гітара, вокал, семпли)
- Сергій Слюсар (бас-гітара)
- Віктор Кондратов (барабани)

### Pilgrims (2018)
Вийшов 07 вересня 2018
| Номер               | Назва композиції    | Тривалість |
| ------------------- | ------------------- | ---------- |
| 01                  | Excited             | 06:51      |
| 02                  | Thessalia           | 04:20      |
| 03                  | Distant Light       | 06:45      |
| 04                  | Feel                | 09:10      |
| 05                  | Hands Resist Him    | 06:00      |
| 06                  | Water Me            | 09:30      |
| 07                  | Apathy              | 07:32      |
| Загальна тривалість | Загальна тривалість | 50:08      |

Музиканти:

Обкладинка альбому Pilgrims (2018)

- Ігор Сидоренко (гітара, вокал, семпли)
- Сергій Слюсар (бас-гітара)
- Дмитро Зінченко (барабани)

## Цікаві факти
- Назва гурту обігрує кліше притаманні для стонер-року (слово «stoned» на жаргоні означає «накурений») і спочатку вона була дещо довшою: «Stoned Jesus From Outer Space»[24], але пізніше її скоротили. 2020 року гурт випустив збірку демо-записів під назвою «From the Outer Space»[13] як натяк на початкову назву гурту.
- На всіх обкладинках альбомів в тому чи іншому вигляді присутня людська голова[22].
- Однією з найпопулярніших пісень гурту заведено вважати «I'm The Mountain», яка має понад 16 млн переглядів на YouTube (станом на 2025 рік)[25] та є однією з найупізнаваніших у межах жанру.